# Schizobrachiella sanguinea
Schizobrachiella sanguinea är en mossdjursart som först beskrevs av Norman 1868.  Schizobrachiella sanguinea ingår i släktet Schizobrachiella och familjen Schizoporellidae. Inga underarter finns listade i Catalogue of Life.